# Eiskunstlauf-Weltmeisterschaften 2013
Die 103. Eiskunstlauf-Weltmeisterschaften fanden vom 10. bis 17. März 2013 in der kanadischen Stadt London (Provinz Ontario) statt. Veranstaltungsort war Budweiser Gardens, früher bekannt unter dem Namen John Labatt Centre.
Die Internationale Eislaufunion (ISU) hatte im Juni 2010 die Stadt als Ausrichter bekannt gegeben. Kanada war damit zum zehnten Mal Gastgeber einer Eiskunstlauf-Weltmeisterschaft. Zuletzt war sie 2006 in Calgary ausgetragen worden.
Die WM 2013 diente zur Qualifikation für die Olympischen Winterspiele 2014.

## Startplätze
Folgenden Ländern standen auf Grundlage der WM-Ergebnisse des Vorjahres mehrere Startplätze für die Welttitelkämpfe 2013 zu.
| Startplätze | Herren                                                   | Damen                                           | Paare                                               | Eistanz                            |
| ----------- | -------------------------------------------------------- | ----------------------------------------------- | --------------------------------------------------- | ---------------------------------- |
| 3           | Kanada Frankreich Japan                                  | Italien Japan Russland                          | Volksrepublik China Russland                        | Kanada Russland Vereinigte Staaten |
| 2           | Tschechien Kasachstan Vereinigte Staaten Italien Spanien | Volksrepublik China Georgien Vereinigte Staaten | Kanada Deutschland Italien Japan Vereinigte Staaten | Frankreich Italien                 |

## Teilnehmer
| Nation                 | Herren                                       | Damen                                                     | Paare                                                                                                | Eistänzer |
| ---------------------- | -------------------------------------------- | --------------------------------------------------------- | --- | --- |
| Aserbaidschan          |                                              |                                                           | | Julija Slobina / Alexei Sitnikow                                                                                |
| Australien             |                                              | Brooklee Han                                              | | |
| Belgien                | Jorik Hendrickx                              | Kaat Van Daele                                            | | |
| Brasilien              |                                              | Isadora Williams                                          | | |
| Bulgarien              |                                              |                                                           | Elizaveta Makarova / Leri Kentschadse                                                                | |
| Volksrepublik China    | Song Nan                                     | Li Zijun Zhang Kexin                                      | Pang Qing / Tong Jian Peng Cheng / Zhang Hao Sui Wenjing / Han Cong                                  | |
| Dänemark               | Justus Strid                                 | Anita Madsen                                              | | |
| Deutschland            | Peter Liebers                                | Nathalie Weinzierl                                        | Aljona Savchenko / Robin Szolkowy Mari-Doris Vartmann / Aaron Van Cleave                             | Nelli Schiganschina / Alexander Gazsi                                                                           |
| Estland                | Viktor Romanenkov                            | Jelena Glebova                                            | | Irina Štork / Taavi Rand                                                                                        |
| Finnland               |                                              | Juulia Turkkila                                           | | Olesia Karmi / Max Lindholm                                                                                     |
| Frankreich             | Florent Amodio Brian Joubert                 | Maé-Bérénice Méité                                        | Vanessa James / Morgan Ciprès                                                                        | Pernelle Carron / Lloyd Jones Nathalie Péchalat / Fabian Bourzat                                                |
| Georgien               |                                              | Elene Gedewanischwili                                     | | |
| Hongkong               | Ronald Chiu-Ting Lam                         |                                                           | | |
| Israel                 | Oleksij Bytschenko                           |                                                           | | Allison Reed / Vasili Rogov                                                                                     |
| Italien                | Paolo Bacchini Paul Bonifacio Parkinson      | Carol Bressanutti Carolina Kostner Valentina Marchei      | Stefania Berton / Ondřej Hotárek Nicole Della Monica / Matteo Guarise                                | Anna Cappellini / Luca Lanotte Charlène Guignard / Marco Fabbri                                                 |
| Japan                  | Yuzuru Hanyū Takahito Mura Daisuke Takahashi | Mao Asada Kanako Murakami Akiko Suzuki                    | | Cathy Reed / Chris Reed                                                                                         |
| Kanada                 | Patrick Chan Kevin Reynolds Andrei Rogozine  | Kaetlyn Osmond                                            | Meagan Duhamel / Eric Radford Kirsten Moore-Towers / Dylan Moscovitch                                | Piper Gilles / Paul Poirier Tessa Virtue / Scott Moir Kaitlyn Weaver / Andrew Poje                              |
| Kasachstan             | Absal Rachimgalijew Denis Ten                |                                                           | | |
| Lettland               |                                              | Alina Fjodorova                                           | | |
| Litauen                |                                              | Inga Janulevičiūtė                                        | | Isabella Tobias / Deividas Stagniūnas                                                                           |
| Monaco                 | Kim Lucine                                   |                                                           | | |
| Norwegen               |                                              | Anne Line Gjersem                                         | | |
| Österreich             | Viktor Pfeifer                               | Kerstin Frank                                             | | |
| Philippinen            | Christopher Caluza                           |                                                           | | |
| Polen                  | Maciej Cieplucha                             |                                                           | Magdalena Klatka / Radosław Chruściński                                                              | Justyna Plutowska / Peter Gerber                                                                                |
| Rumänien               | Zoltán Kelemen                               |                                                           | | |
| Russland               | Maxim Kowtun                                 | Aljona Leonowa Adelina Sotnikowa Jelisaweta Tuktamyschewa | Wera Basarowa / Juri Larionow Juko Kawaguti / Alexander Smirnow Tatjana Wolossoschar / Maxim Trankow | Jekaterina Bobrowa / Dmitri Solowjow Jelena Iljinych / Nikita Kazalapow Jekaterina Rjasanowa / Ilja Tkatschenko |
| Schweden               | Alexander Majorov                            | Viktoria Helgesson                                        | | |
| Schweiz                |                                              | Tina Stürzinger                                           | | |
| Slowakei               |                                              | Monika Simančíková                                        | | Federica Testa / Lukáš Csölley                                                                                  |
| Slowenien              |                                              | Patricia Gleščič                                          | | |
| Spanien                | Javier Fernández                             | Sonia Lafuente                                            | | Sara Hurtado / Adrià Díaz                                                                                       |
| Südkorea               | Kim Jin-seo                                  | Kim Yu-Na                                                 | | |
| Tschechien             | Michal Březina Tomáš Verner                  |                                                           | | Lucie Myslivečková / Neil Brown                                                                                 |
| Türkei                 |                                              |                                                           | | Alisa Agafonova / Alper Ucar                                                                                    |
| Ukraine                | Jakiw Hodoroscha                             | Natalia Popova                                            | | Siobhan Heekin-Canedy / Dmitri Dun                                                                              |
| Ungarn                 |                                              |                                                           | | Zsuzsanna Nagy / Máté Fejes                                                                                     |
| Usbekistan             | Misha Ge                                     |                                                           | | |
| Vereinigtes Königreich |                                              | Jenna McCorkell                                           | Stacey Kemp / David King                                                                             | Penny Coomes / Nicholas Buckland                                                                                |
| Vereinigte Staaten     | Max Aaron Ross Miner                         | Gracie Gold Ashley Wagner                                 | Marissa Castelli / Simon Shnapir Alexa Scimeca / Chris Knierim                                       | Madison Chock / Evan Bates Meryl Davis / Charlie White Maia Shibutani / Alex Shibutani                          |
| Belarus                | Pavel Ignatenko                              |                                                           | | Viktoria Kavaliova / Yurii Bieliaiev                                                                            |

## Bilanz

### Medaillenspiegel
| Platz | Land               | Gold | Silber | Bronze | Gesamt |
| ----- | ------------------ | ---- | ------ | ------ | ------ |
| 1     | Kanada             | 1    | 1      | 1      | 3      |
| 2     | Russland           | 1    | –      | 1      | 2      |
| 3     | Südkorea           | 1    | –      | –      | 1      |
| 3     | Vereinigte Staaten | 1    | –      | –      | 1      |
| 5     | Deutschland        | –    | 1      | –      | 1      |
| 5     | Italien            | –    | 1      | –      | 1      |
| 5     | Kasachstan         | –    | 1      | –      | 1      |
| 8     | Japan              | –    | –      | 1      | 1      |
| 8     | Spanien            | –    | –      | 1      | 1      |

### Medaillengewinner
| Konkurrenz | Gold                                 | Silber                            | Bronze                               |
| ---------- | ------------------------------------ | --------------------------------- | ------------------------------------ |
| Herren     | Patrick Chan                         | Denis Ten                         | Javier Fernández                     |
| Damen      | Kim Yu-na                            | Carolina Kostner                  | Mao Asada                            |
| Paare      | Tatjana Wolossoschar / Maxim Trankow | Aljona Savchenko / Robin Szolkowy | Meagan Duhamel / Eric Radford        |
| Eistanz    | Meryl Davis / Charlie White          | Tessa Virtue / Scott Moir         | Jekaterina Bobrowa / Dmitri Solowjow |

## Ergebnisse
- K = Kür
- KP = Kurzprogramm
- KT = Kurztanz
- Q = Qualifikation
- Pkt. = Punkte

### Herren
Datum: Mittwoch, 13. März 2013, 16:45 Uhr Kurzprogramm und Freitag, 15. März 2013, 17:45 Uhr Kür
| Platz              | Sportler                 | Land                | Pkt.   | KP | KP    | K  | K      |
| ------------------ | ------------------------ | ------------------- | ------ | -- | ----- | -- | ------ |
| 1                  | Patrick Chan             | Kanada              | 267,78 | 1  | 98,37 | 2  | 169,41 |
| 2                  | Denis Ten                | Kasachstan          | 266,48 | 2  | 91,56 | 1  | 174,92 |
| 3                  | Javier Fernández         | Spanien             | 249,06 | 7  | 80,76 | 4  | 168,30 |
| 4                  | Yuzuru Hanyū             | Japan               | 244,99 | 9  | 75,94 | 3  | 169,05 |
| 5                  | Kevin Reynolds           | Kanada              | 239,98 | 3  | 85,16 | 7  | 154,82 |
| 6                  | Daisuke Takahashi        | Japan               | 239,03 | 4  | 84,67 | 8  | 154,36 |
| 7                  | Max Aaron                | Vereinigte Staaten  | 238,36 | 8  | 78,20 | 6  | 160,16 |
| 8                  | Takahito Mura            | Japan               | 234,18 | 11 | 73,46 | 5  | 160,72 |
| 9                  | Brian Joubert            | Frankreich          | 232,26 | 5  | 84,17 | 10 | 148,09 |
| 10                 | Michal Březina           | Tschechien          | 229,00 | 6  | 83,09 | 11 | 145,91 |
| 11                 | Peter Liebers            | Deutschland         | 216,84 | 13 | 71,20 | 12 | 145,64 |
| 12                 | Florent Amodio           | Frankreich          | 216,83 | 10 | 75,73 | 15 | 141,10 |
| 13                 | Andrei Rogozine          | Kanada              | 216,60 | 18 | 67,35 | 9  | 149,25 |
| 14                 | Ross Miner               | Vereinigte Staaten  | 211,90 | 14 | 70,24 | 13 | 141,66 |
| 15                 | Song Nan                 | Volksrepublik China | 207,68 | 12 | 73,03 | 18 | 134,65 |
| 16                 | Misha Ge                 | Usbekistan          | 207,50 | 15 | 68,45 | 16 | 139,05 |
| 17                 | Maxim Kowtun             | Russland            | 207,40 | 19 | 65,85 | 14 | 141,55 |
| 18                 | Alexander Majorov        | Schweden            | 204,29 | 16 | 68,32 | 17 | 135,97 |
| 19                 | Jorik Hendrickx          | Belgien             | 192,19 | 23 | 62,04 | 19 | 130,15 |
| 20                 | Viktor Pfeifer           | Österreich          | 189,44 | 21 | 64,10 | 20 | 125,34 |
| 21                 | Tomáš Verner             | Tschechien          | 180,50 | 17 | 68,05 | 22 | 112,45 |
| 22                 | Viktor Romanenkov        | Estland             | 177,09 | 20 | 65,33 | 23 | 111,76 |
| 23                 | Jakiw Hodoroscha         | Ukraine             | 174,98 | 24 | 61,88 | 21 | 113,10 |
| 24                 | Justus Strid             | Dänemark            | 165,23 | 22 | 63,25 | 24 | 101,98 |
| Kür nicht erreicht |                          |                     |        |    |       |    |        |
| 25                 | Maciej Cieplucha         | Polen               |        | 25 | 60,96 |    |        |
| 26                 | Kim Jin-seo              | Südkorea            |        | 26 | 60,75 |    |        |
| 27                 | Paolo Bacchini           | Italien             |        | 27 | 60,31 |    |        |
| 28                 | Absal Rachimgalijew      | Kasachstan          |        | 28 | 59,14 |    |        |
| 29                 | Zoltán Kelemen           | Rumänien            |        | 29 | 58,24 |    |        |
| 30                 | Ronald Lam               | Hongkong            |        | 30 | 57,94 |    |        |
| 31                 | Oleksij Bytschenko       | Israel              |        | 31 | 57,53 |    |        |
| 32                 | Kim Lucine               | Monaco              |        | 32 | 57,35 |    |        |
| 33                 | Paul Bonifacio Parkinson | Italien             |        | 33 | 51,54 |    |        |
| 34                 | Christopher Caluza       | Philippinen         |        | 34 | 49,15 |    |        |
| Z                  | Pavel Ignatenko          | Belarus             |        |    |       |    |        |

Z = Zurückgezogen

### Damen
Datum: Donnerstag, 14. März 2013, 10:45 Uhr Kurzprogramm und Freitag, 16. März 2013, 19:00 Uhr Kür
| Platz              | Sportlerin               | Land                   | Pkt.   | KP | KP    | K  | K      |
| ------------------ | ------------------------ | ---------------------- | ------ | -- | ----- | -- | ------ |
| 1                  | Kim Yu-Na                | Südkorea               | 218,31 | 1  | 69,97 | 1  | 148,34 |
| 2                  | Carolina Kostner         | Italien                | 197,89 | 2  | 66,86 | 3  | 131,03 |
| 3                  | Mao Asada                | Japan                  | 196,47 | 6  | 62,10 | 2  | 134,37 |
| 4                  | Kanako Murakami          | Japan                  | 189,73 | 3  | 66,64 | 7  | 123,09 |
| 5                  | Ashley Wagner            | Vereinigte Staaten     | 187,34 | 5  | 63,98 | 6  | 123,36 |
| 6                  | Gracie Gold              | Vereinigte Staaten     | 184,25 | 9  | 58,85 | 5  | 125,40 |
| 7                  | Li Zijun                 | Volksrepublik China    | 183,85 | 12 | 56,31 | 4  | 127,54 |
| 8                  | Kaetlyn Osmond           | Kanada                 | 176,82 | 4  | 64,73 | 10 | 112,09 |
| 9                  | Adelina Sotnikowa        | Russland               | 175,98 | 8  | 59,62 | 9  | 116,36 |
| 10                 | Jelisaweta Tuktamyschewa | Russland               | 174,24 | 14 | 54,72 | 8  | 119,52 |
| 11                 | Maé-Bérénice Méité       | Frankreich             | 165,03 | 11 | 56,90 | 11 | 108,13 |
| 12                 | Akiko Suzuki             | Japan                  | 164,59 | 7  | 61,17 | 13 | 103,42 |
| 13                 | Aljona Leonowa           | Russland               | 159,06 | 13 | 56,30 | 14 | 102,76 |
| 14                 | Viktoria Helgesson       | Schweden               | 158,80 | 10 | 58,36 | 15 | 100,44 |
| 15                 | Natalia Popova           | Ukraine                | 155,52 | 17 | 51,67 | 12 | 103,85 |
| 16                 | Jelena Glebova           | Estland                | 152,49 | 15 | 54,59 | 16 | 097,90 |
| 17                 | Monika Simančíková       | Slowakei               | 149,02 | 19 | 51,18 | 17 | 097,84 |
| 18                 | Valentina Marchei        | Italien                | 147,23 | 21 | 50,41 | 18 | 096,82 |
| 19                 | Nathalie Weinzierl       | Deutschland            | 142,48 | 24 | 48,14 | 19 | 094,34 |
| 20                 | Jenna McCorkell          | Vereinigtes Königreich | 142,27 | 18 | 51,23 | 21 | 091,04 |
| 21                 | Brooklee Han             | Australien             | 141,88 | 20 | 50,62 | 20 | 091,26 |
| 22                 | Sonia Lafuente           | Spanien                | 139,66 | 16 | 52,44 | 23 | 087,22 |
| 23                 | Zhang Kexin              | Volksrepublik China    | 137,41 | 23 | 48,80 | 22 | 088,61 |
| 24                 | Kerstin Frank            | Österreich             | 127,98 | 22 | 49,66 | 24 | 078,32 |
| Kür nicht erreicht |                          |                        |        |    |       |    |        |
| 25                 | Isadora Williams         | Brasilien              |        | 25 | 46,63 |    |        |
| 26                 | Anita Madsen             | Dänemark               |        | 26 | 46,16 |    |        |
| 27                 | Carol Bressanutti        | Italien                |        | 27 | 44,51 |    |        |
| 28                 | Kaat Van Daele           | Belgien                |        | 28 | 42,51 |    |        |
| 29                 | Elene Gedewanischwili    | Georgien               |        | 29 | 42,40 |    |        |
| 30                 | Tina Stürzinger          | Schweiz                |        | 30 | 42,36 |    |        |
| 31                 | Juulia Turkkila          | Finnland               |        | 31 | 40,70 |    |        |
| 32                 | Anne Line Gjersem        | Norwegen               |        | 32 | 38,53 |    |        |
| 33                 | Inga Janulevičiūtė       | Litauen                |        | 33 | 36,79 |    |        |
| 34                 | Patricia Gleščič         | Slowenien              |        | 34 | 36,66 |    |        |
| 35                 | Alina Fjodorova          | Lettland               |        | 35 | 36,44 |    |        |

### Paare
Datum: Mittwoch, 13. März 2013, 11:45 Uhr (Kurzprogramm) und Freitag, 15. März 2012, 11:55 Uhr (Kür)
| Platz              | Sportler                                | Land                   | Pkt.   | KP | KP    | K  | K      |
| ------------------ | --------------------------------------- | ---------------------- | ------ | -- | ----- | -- | ------ |
| 1                  | Tatjana Wolossoschar / Maxim Trankow    | Russland               | 225,71 | 1  | 75,84 | 1  | 149,87 |
| 2                  | Aljona Savchenko / Robin Szolkowy       | Deutschland            | 205,56 | 3  | 73,47 | 2  | 132,09 |
| 3                  | Meagan Duhamel / Eric Radford           | Kanada                 | 204,56 | 2  | 73,61 | 3  | 130,95 |
| 4                  | Kirsten Moore-Towers / Dylan Moscovitch | Kanada                 | 199,50 | 5  | 69,25 | 5  | 130,25 |
| 5                  | Pang Qing / Tong Jian                   | Volksrepublik China    | 194,64 | 6  | 63,95 | 4  | 130,69 |
| 6                  | Juko Kawaguti / Alexander Smirnow       | Russland               | 191,59 | 4  | 69,98 | 7  | 121,61 |
| 7                  | Wera Basarowa / Juri Larionow           | Russland               | 184,72 | 7  | 61,91 | 6  | 122,81 |
| 8                  | Vanessa James / Morgan Ciprès           | Frankreich             | 180,17 | 8  | 60,98 | 8  | 119,19 |
| 9                  | Alexa Scimeca / Chris Knierim           | Vereinigte Staaten     | 173,51 | 12 | 55,73 | 9  | 117,78 |
| 10                 | Stefania Berton / Ondřej Hotárek        | Italien                | 171,77 | 9  | 59,07 | 10 | 112,70 |
| 11                 | Peng Cheng / Zhang Hao                  | Volksrepublik China    | 167,18 | 10 | 58,52 | 11 | 108,66 |
| 12                 | Sui Wenjing / Han Cong                  | Volksrepublik China    | 165,89 | 11 | 57,65 | 13 | 108,24 |
| 13                 | Marissa Castelli / Simon Shnapir        | Vereinigte Staaten     | 164,00 | 13 | 55,68 | 12 | 108,32 |
| 14                 | Nicole Della Monica / Matteo Guarise    | Italien                | 136,03 | 15 | 47,82 | 14 | 088,21 |
| 15                 | Stacey Kemp / David King                | Vereinigtes Königreich | 133,56 | 14 | 48,60 | 16 | 084,96 |
| 16                 | Mari-Doris Vartmann / Aaron Van Cleave  | Deutschland            | 133,12 | 16 | 47,36 | 15 | 085,76 |
| Kür nicht erreicht |                                         |                        |        |    |       |    |        |
| 17                 | Elizaveta Makarova / Leri Kentschadse   | Bulgarien              |        | 17 | 36,48 |    |        |
| 18                 | Magdalena Klatka / Radosław Chruściński | Polen                  |        | 18 | 35,44 |    |        |

### Eistanz
Datum: Donnerstag, 14. März 2013, 17:25 Uhr (Kurztanz) und Samstag, 16. März 2012, 14:30 Uhr (Kür)
| Platz              | Sportler                                | Land                   | Pkt.   | KT | KT    | K  | K      |
| ------------------ | --------------------------------------- | ---------------------- | ------ | -- | ----- | -- | ------ |
| 1                  | Meryl Davis / Charlie White             | Vereinigte Staaten     | 189,56 | 1  | 77,12 | 1  | 112,44 |
| 2                  | Tessa Virtue / Scott Moir               | Kanada                 | 185,04 | 2  | 73,87 | 2  | 111,17 |
| 3                  | Jekaterina Bobrowa / Dmitri Solowjow    | Russland               | 169,19 | 3  | 70,05 | 4  | 099,14 |
| 4                  | Anna Cappellini / Luca Lanotte          | Italien                | 168,04 | 5  | 67,93 | 3  | 100,11 |
| 5                  | Kaitlyn Weaver / Andrew Poje            | Kanada                 | 166,20 | 6  | 67,54 | 5  | 098,66 |
| 6                  | Nathalie Péchalat / Fabian Bourzat      | Frankreich             | 165,60 | 4  | 69,65 | 7  | 095,95 |
| 7                  | Madison Chock / Evan Bates              | Vereinigte Staaten     | 163,93 | 7  | 66,74 | 6  | 097,19 |
| 8                  | Maia Shibutani / Alex Shibutani         | Vereinigte Staaten     | 157,71 | 8  | 66,14 | 9  | 091,57 |
| 9                  | Jelena Iljinych / Nikita Kazalapow      | Russland               | 157,52 | 9  | 66,07 | 10 | 091,45 |
| 10                 | Nelli Schiganschina / Alexander Gazsi   | Deutschland            | 154,27 | 11 | 60,59 | 8  | 093,68 |
| 11                 | Jekaterina Rjasanowa / Ilja Tkatschenko | Russland               | 149,78 | 13 | 59,52 | 11 | 090,26 |
| 12                 | Pernelle Carron / Lloyd Jones           | Frankreich             | 145,98 | 12 | 60,58 | 12 | 085,40 |
| 13                 | Penny Coomes / Nicholas Buckland        | Vereinigtes Königreich | 145,71 | 10 | 63,66 | 17 | 082,05 |
| 14                 | Siobhan Heekin-Canedy / Dmitri Dun      | Ukraine                | 141,88 | 14 | 59,20 | 16 | 082,68 |
| 15                 | Isabella Tobias / Deividas Stagniūnas   | Litauen                | 141,64 | 18 | 57,39 | 13 | 084,25 |
| 16                 | Julija Slobina / Alexei Sitnikow        | Aserbaidschan          | 141,44 | 17 | 57,80 | 14 | 083,64 |
| 17                 | Charlène Guignard / Marco Fabbri        | Italien                | 140,95 | 16 | 57,89 | 15 | 083,06 |
| 18                 | Piper Gilles / Paul Poirier             | Kanada                 | 140,02 | 15 | 58,61 | 18 | 081,41 |
| 19                 | Sara Hurtado / Adrià Díaz               | Spanien                | 131,28 | 20 | 53,12 | 19 | 078,16 |
| 20                 | Cathy Reed / Chris Reed                 | Japan                  | 129,94 | 19 | 53,95 | 20 | 075,99 |
| Kür nicht erreicht |                                         |                        |        |    |       |    |        |
| 21                 | Lucie Myslivečková / Neil Brown         | Tschechien             |        | 21 | 51,82 |    |        |
| 22                 | Olesia Karmi / Max Lindholm             | Finnland               |        | 22 | 48,06 |    |        |
| 23                 | Allison Reed / Vasili Rogov             | Israel                 |        | 23 | 46,63 |    |        |
| 24                 | Zsuzsanna Nagy / Mate Fejes             | Ungarn                 |        | 24 | 45,60 |    |        |
| 25                 | Irina Štork / Taavi Rand                | Estland                |        | 25 | 45,29 |    |        |
| 26                 | Federica Testa / Lukáš Csölley          | Slowakei               |        | 26 | 44,73 |    |        |
| 27                 | Justyna Plutowska / Peter Gerber        | Polen                  |        | 27 | 44,00 |    |        |
| 28                 | Alisa Agafonova / Alper Ucar            | Türkei                 |        | 28 | 43,98 |    |        |
| 29                 | Viktoria Kavaliova / Yurii Bieliaiev    | Belarus                |        | 29 | 32,50 |    |        |